# Mylan
Mylan foi uma empresa estadunidense de produtos farmacêuticos, sediada em Canonsburg, Pensilvânia. Em 16 de novembro de 2020, fundiu-se com a Upjohn, formando a Viatris.